# تمارة ريفيس
تمارة ريفيس (17 أبريل 1982 - ) (بالإنجليزية: Tamara Reeves)‏ هي لاعبة كريكت جنوب أفريقية.

## وصلات خارجية
- تمارة ريفيس على موقع إي آس بي آن كريك إنفو (الإنجليزية)